# Apoštolský vikariát Kokonur
Apoštolský vikariát Kokonur byl vikariát římskokatolické církve, nacházející se v Číně.

## Historie
Vikariát byl založen v září roku 1848.
Roku 1861 byl vikariát zrušen.